# عبد المجيد شاكر
عبد المجيد شاكر (23 مارس 1927 - 25 أكتوبر 2021)، سياسي ودبلوماسي تونسي كان عضوا في الحكومة في الستينات كما تولى إدارة الحزب الحر الدستوري الجديد لعدة سنوات. نشأ عبد المجيد شاكر في عائلة صفاقسية قريبة الحزب الحر الدستوري الجديد وقد برز من أقاربه شقيقه الهادي شاكر الذي كان قياديا للحزب في عاصمة الجنوب. ظهر في الساحة العامة من خلال توليه رئاسة الهيئة التنفيذية للاتحاد العام لطلبة تونس عام 1955 ، وقد شكل وصوله للمنصب جدلا واسعا إذ أنه وقع انتخابه من خارج المؤتمرين خلافا للقانون الداخلي. عينه الزعيم الحبيب بورقيبة في أوت 1956 مديرا للحزب خلفا للطيب المهيري، ثم أدخله في أفريل 1957 إلى الديوان السياسي. شهدت فترته الحزب أحداث بنزرت التي لعب فيها الحزب دورا تعبويا هاما كما شهدت بداية توخي الخيار الاشتراكي. عين في 3 أفريل 1962 ككاتب دولة للفلاحة ، وفي نوفمبر 1964 ككاتب دولة للأخبار في حين عوضه محمد الصيّاح كمدير للحزب. بدى عبد المجيد شاكر مؤيدا للتجربة التعاضدية التي قادها أحمد بن صالح، وقد سانده في الاجتماع الحاسم لمجلس الجمهورية في 2 سبتمبر 1969. أدى إنهاء التجربة التعاضدية إلى إبعاد شاكر عن مراكز القرار، ولئن انتخب في اللجنة المركزية للحزب الاشتراكي الدستوري أثناء مؤتمر المنستير عام 1971 ب455 صوت  فإنه لم يعد عضوا في الديوان السياسي. شغل بعدها عدد من المناصب الدبلوماسية كان آخرها في جنيف ليبتعد عن الحياة السياسية بعيد وصول زين العابدين بن علي إلى السلطة. نشط عبد المجيد شاكر أيضا في الكشافة التونسية وفي جمعية النادي الرياضي الصفاقسي في لجنتها العليا للدعم. انتخب في مجلس الأمة سنوات 1959 و1964 و1969.